# Pauli Blomstedt
Pour les articles homonymes, voir Blomstedt.
Pauli Ernesti Blomstedt (né le 1er août 1900 à Jyväskylä – décédé le 3 novembre 1935 à Helsinki) est un architecte finlandais dont le style passera du classicisme au fonctionnalisme.

## Biographie
Son père Yrjö Blomstedt et son frère cadet Aulis Blomstedt sont aussi des architectes célèbres.
Pauli Blomstedt obtient son baccalauréat en 1918 et son diplôme d'architecte de l'Université technologique d'Helsinki en 1922. Il travaille dans différents cabinets d'architectes entre autres comme architecte avec Armas Lindgren et de Bertel Jung et comme assistant de Gunnar Taucher au bureau de la construction de la ville d’Helsinki.
On a beaucoup débattu au sujet de son apport dans la conception du Centre d’éducation des adultes de langue finnoise d’Helsinki (1927). Ce bâtiment est un exemple du classicisme nordique en Finlande, dont la conception est souvent attribué à Gunnar Taucher et dont l’agrandissement dans un style fonctionnaliste a été réalisé plus tard par son frère Aulis Blomstedt.
Pauli Blomstedt a aussi travaillé avec Gunnar Taucher à la conception de la résidence des employés municipaux de la rue  Mäkelänkatu, qui est un autre exemple significatif du classicisme nordique en Finlande.
En 1924, Pauli Blomstedt épouse l'architecte Märta von Willebrand qui était son étudiante et en 1926 ils fondent leur propre cabinet d'architecte.
Dans les années 1924 à 1930 Pauli Blomstedt fait des voyages d'étude en Europe: Italie, Allemagne, France, Suisse, Monte-Carlo, Autriche et Hongrie. Ses premières conceptions indépendantes sont des bâtiments militaires à Jyväskylä et à Hämeenlinna qui ne seront pas réalisés.
Dans les années 1920, il participe à plusieurs concours d’architectes et il fait sa percée en 1926 après avoir remporté le concours pour le bâtiment de la Banque Liittopankki à Helsinki dont la construction s'achève en 1929.
À la même époque il remporte le concours pour la conception de la caisse d’épargne finlandaise à Helsinki construite en 1930. Les deux édifices ont un style classique nordique dominant à cette période en remplaçant le style Jugend des bâtiments d’Helsinki qui dominait au début du siècle. On dit que ses édifices de l'époque ont une expression passionnée, et ses bâtiments bancaires rappellent le style de Louis Sullivan.
Pauli Blomstedt écrit des articles sur l'urbanisme dans des revues professionnelles et des journaux. Dans son article intitulé "Les questions d'urbanisme dans le centre-ville du Grand Helsinki" il s'oppose au schéma d'urbanisme d'Eliel Saarinen pour le centre-ville d'Helsinki. Selon ce schéma la zone de Töölönlahti serait remplie de bâtiments le long d'une nouvelle grande avenue et la gare principale d’Helsinki serait transférée à Pasila. Pauli Blomstedt défend l'idée que cet espace doit être conservé pour des parcs.
La percée de Pauli Blomstedt dans le style fonctionnaliste se fait par les ouvrages suivants: la Caisse d'épargne finlandaise de Kotka et l'hôtel-restaurant Pohjanhovi de Rovaniemi (1935). Sa proposition "Ruotsinsalmi” pour le concours d'architecture de ma Mairie de Kotka ne se réalisera pas car le concours sera remporté par Erkki Huttunen.
En 1933, Blomstedt participe au concours pour l'église Temppeliaukio d'Helsinki. Sa proposition est jugée trop utopique et un nouveau concours sera lancée dans les années 1960 que remporteront Timo et Tuomo Suomalainen.
Une exposition de l'œuvre de Pauli Blomstedt s'est tenue en 1972 au Musée de l'architecture finlandaise, on a peu y voir plus de 450 dessins.

## Ouvrages
- 1929, immeuble de la Liittopankki[4], Helsinki,
- 1930, Immeuble de la caisse d'épargne finlandaise, Helsinki,
- 1930, Yliopistonkatu 8, Helsinki,
- 1931, Chapelle funéraire, Jyväskylä,
- 1932, Merimelojien kanoottivaja, Helsinki,
- 1933, Villa Mellin, Pohjolankatu 60, Käpylä, Helsinki ,
- 1935, Rantala (ou Villa du pharmacien Jääskeläinen), Sortavala,
- 1935, Bâtiment de la caisse d'épargne finlandaise, Kotka,
- 1936, Hôtel Pohjanhovi, Rovaniemi[5],
- 1938, Église de Kannonkoski.

## Galerie

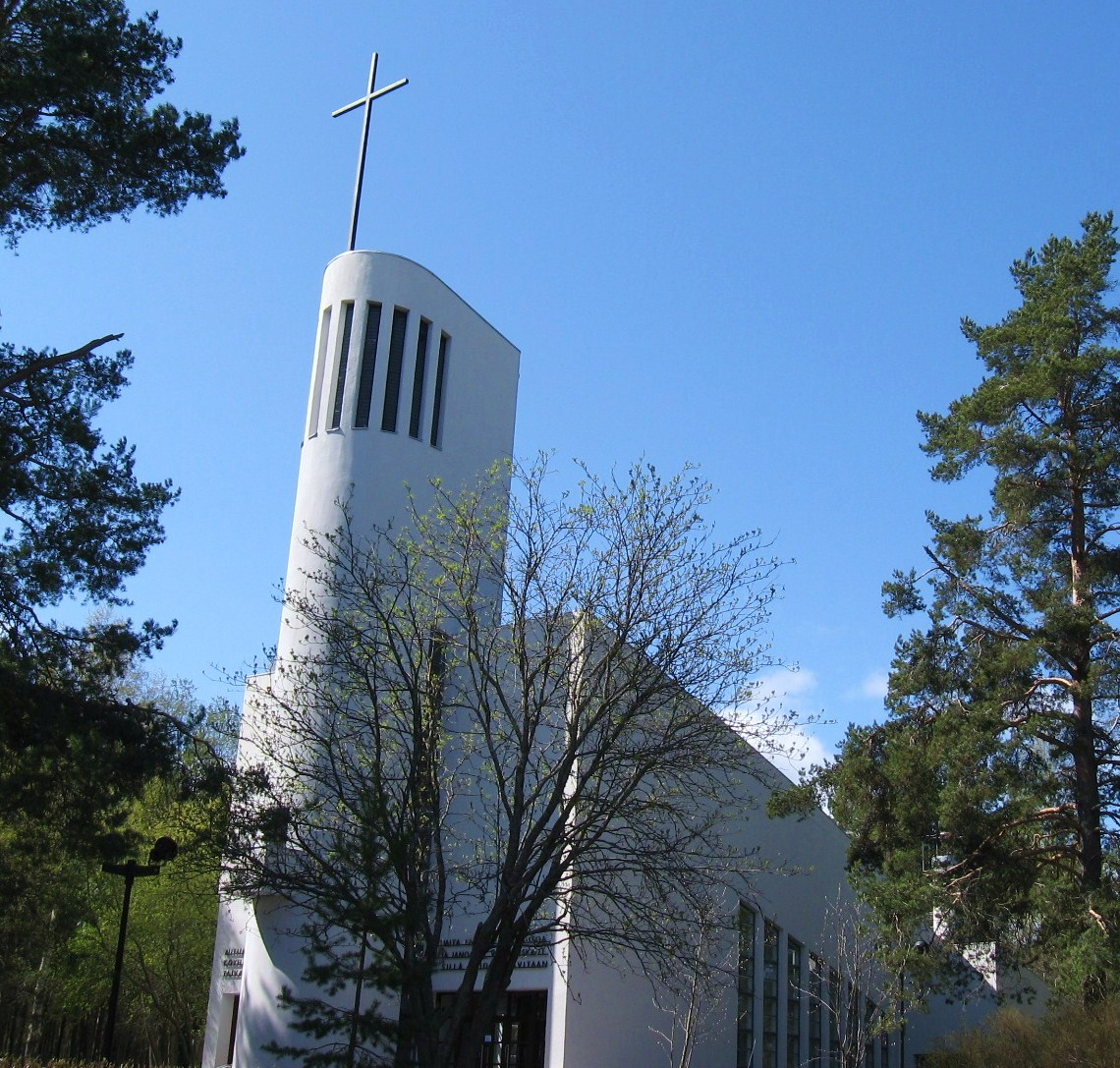
Église de Kannonkoski
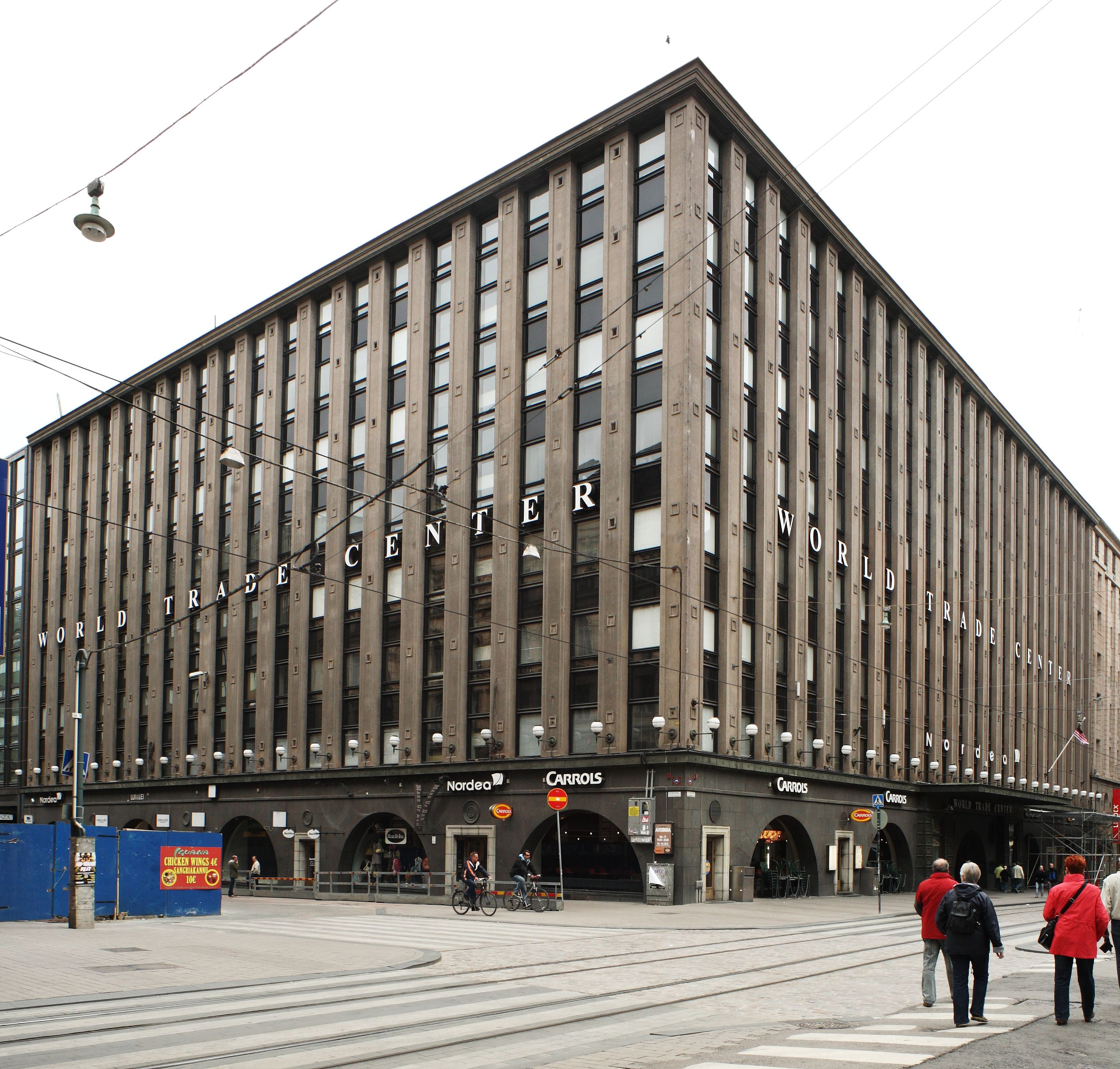
Bâtiment de la Liittopankki (WTC)
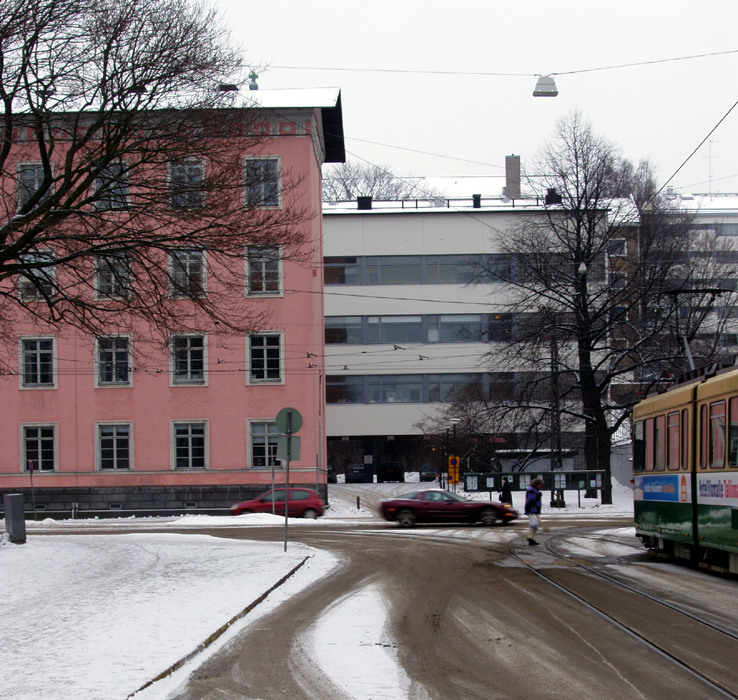
Centre d’éducation des adultes de langue finnoise d’Helsinki
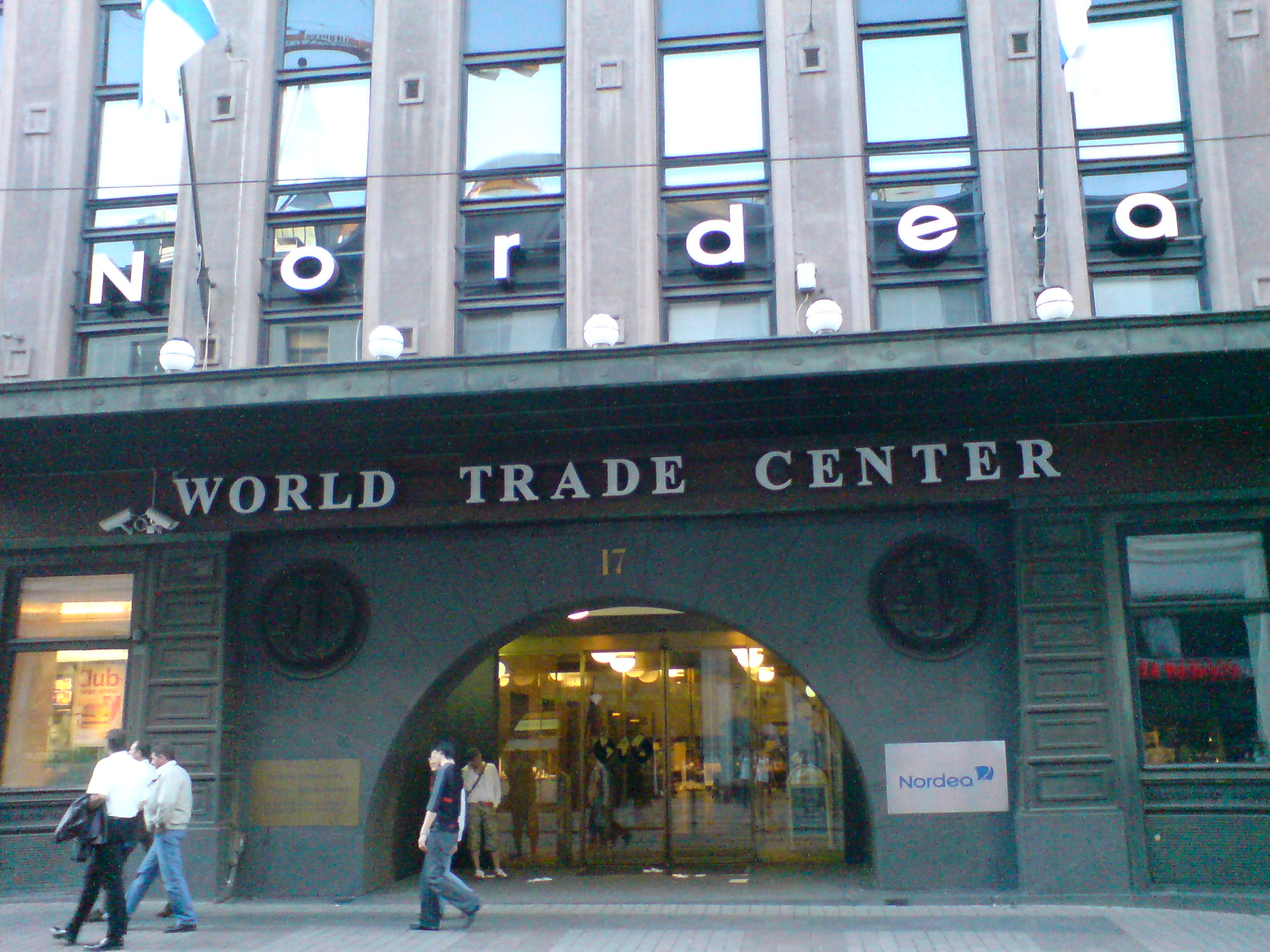
Bâtiment de la Liittopankki
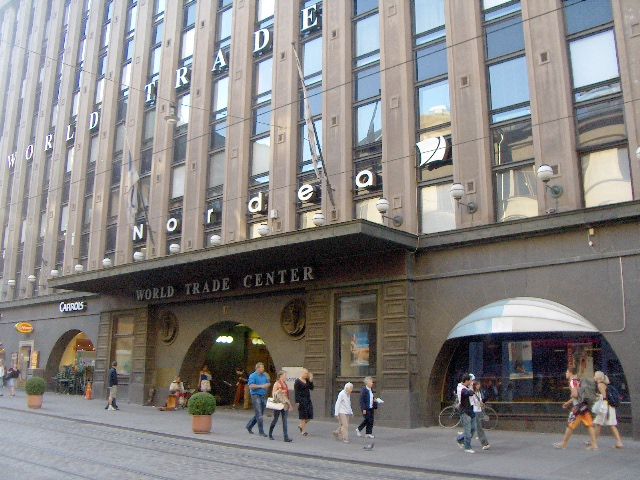
Bâtiment de la Liittopankki
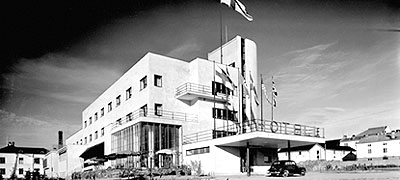
Hôtel Pohjahovi avant 1944.
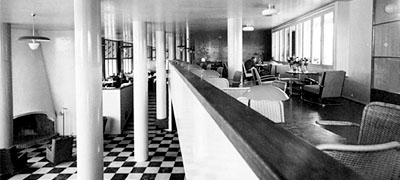
Hôtel Pohjahovi avant 1944.